# Liste der Einträge im National Register of Historic Places im Clay County (Texas)
Die Liste der Registered Historic Places im Clay County führt alle Bauwerke und historischen Stätten im texanischen Clay County auf, die in das National Register of Historic Places aufgenommen wurden.

## Aktuelle Einträge
| Lfd. Nr. | Name im NRHP                             | Bild | Datum der Eintragung | Adresse/Lage                                       | Ort       | NRHP-ID  | Beschreibung |
| -------- | ---------------------------------------- | ---- | -------------------- | -------------------------------------------------- | --------- | -------- | ------------ |
| 1        | Clay County Courthouse and Jail          |      | 3. Okt. 1978         | 100 N. Bridge St.                                  | Henrietta | 78002904 |              |
| 2        | State Highway 79 Bridge at the Red River |      | 20. Dez. 1996        | OK 79 across the Red River at the OK-TX state line | Byers     | 96001518 |              |